# Częstocice
Częstocice (do 1945 r. niem. Günthersdorf) – wieś w Polsce położona w województwie dolnośląskim, w powiecie strzelińskim, w gminie Wiązów.

## Podział administracyjny
W latach 1954–1959 wieś należała do gromady Oleśnica Mała, w wyniku przeniesienia siedziby władz gromady i zmianie jej nazwy została  siedzibą gromady Częstocice. W latach 1975–1998 miejscowość administracyjnie należała do województwa wrocławskiego.

## Zabytki
Do wojewódzkiego rejestru zabytków wpisany jest:
- kościół filialny pw. św. Barbary, z XIV w., przebudowany na początku XVII w.